# Beskyd (Západní Tatry)

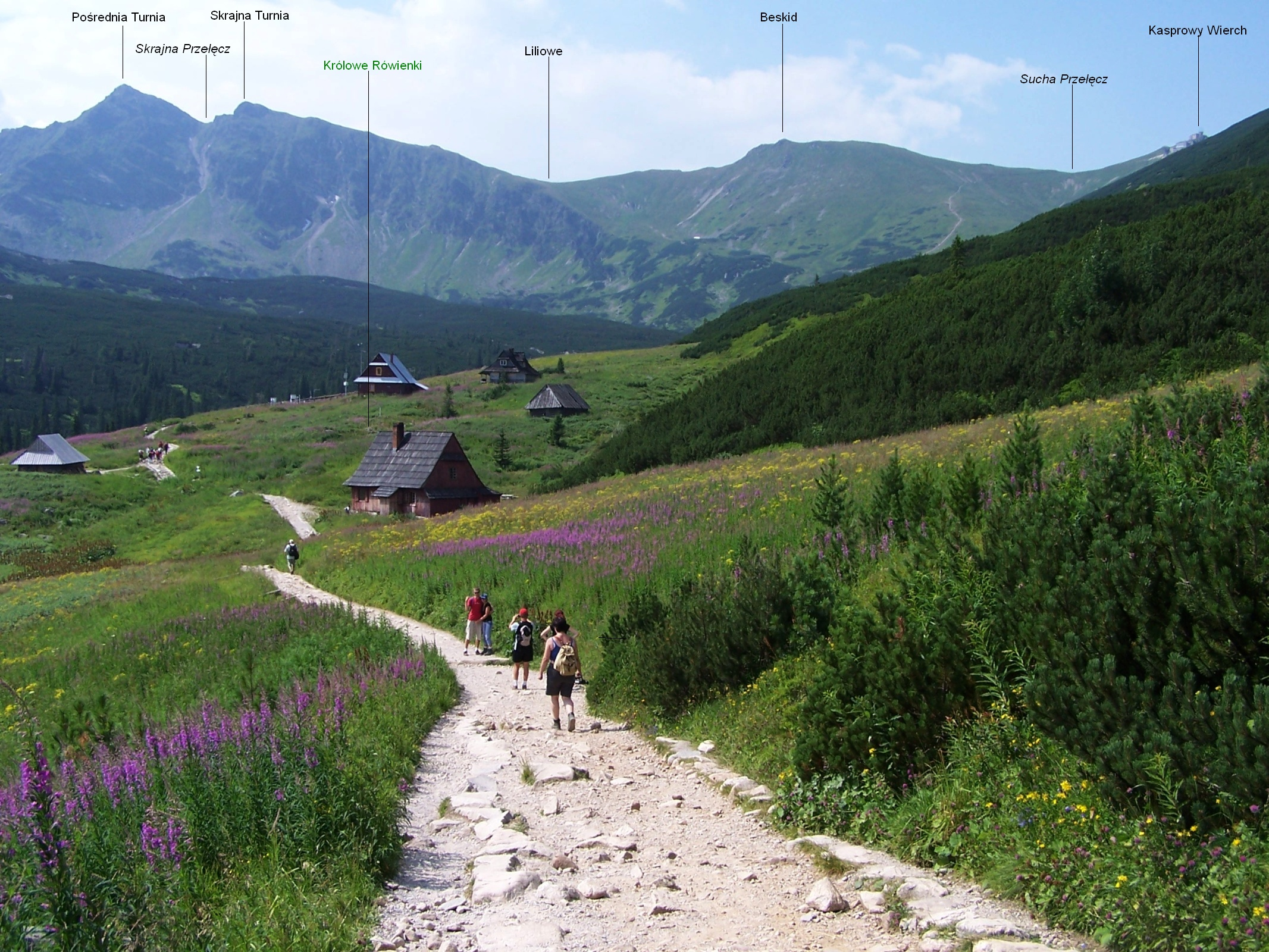
Hlavní hřeben od severu

Beskyd (polsky Beskid, 2012 m n. m.) je hora v Západních Tatrách na slovensko-polské státní hranici. Nachází se v hlavním hřebeni mezi vrcholy Kasprov vrch (1987 m), který je oddělen Suchým sedlem (1949 m), a Krajná kopa (2097 m, patří již do Vysokých Tater), který je oddělen Ľaliovým sedlem (1952 m, odděluje Západní a Vysoké Tatry). Mezi Beskydem a Ľaliovým sedlem rozlišuje Władysław Cywiński ještě vrchol Liliowa Kopka (1975 m) oddělený od Beskydu sedlem Wyżnie Liliowe (1965 m). Jihozápadní svahy hory klesají do Tiché doliny, severovýchodní do Gasienicové doliny. Beskyd je budován převážně žulou.

## Přístup
- po červené  značce ze Suchého nebo Ľaliového sedla